# Esattoria
L'esattoria indica l'attività di un ente, pubblico o privato, che si occupa della riscossione dei tributi per conto dello Stato, o degli enti locali ed enti previdenziali ad esso collegato.
Il soggetto che esercita materialmente l'attività è detto esattore.

## Nel mondo

### Italia
Ai sensi del D.P.R. 28 gennaio 1988, n. 43, in attuazione della delega del 4 ottobre 1986, n. 657, si riformò la riscossione dei tributi, affidando a soggetti concessionari la riscossione coattiva di tutte le imposte erariali, con decorrenza dal 1º gennaio 1990.
Il compito venne affidato in concessione a circa 40 enti privati, spesso collegati ad istituti bancari.
Il sistema venne però gradualmente posto sotto disciplina pubblica; dapprima con la creazione di una apposita agenzia governativa, l'Agenzia delle entrate, preposta ad effettuare accertamenti fiscali ed esercitare, successivamente, la riscossione tramite apposite società di accertamento. Allo scopo venne creata un'apposita società per azioni, la Riscossione S.p.A., che cambiò nome a partire dal 2007 in Equitalia.